# Otroci socializma
Otroci socializma so bili slovenska punk rock skupina iz Ljubljane. Leta 1982 so nastopili na Novem rocku. Njihove najbolj znane skladbe so 700 usnjenih torbic, Vojak in Pejd ga pogledat, Brane.

## Člani
1981–1983
- Andrej Štritof (bas kitara)
- Iztok Turk (kitara)
- Dare Bolha → Janez Križaj (kitara)
- Roman Dečman (bobni)
- Brane Bitenc (vokal, besedila)

1984–1985
- Dare Hočevar (bas kitara)
- Andrej Štritof (bas kitara)
- Janko (Jani) Sever → Roman Dečman (bobni)
- Andrija Pušić (kitara, klaviature)
- Brane Bitenc (vokal, besedila) (*1962–†2014)

## Diskografija
- Otroci socializma (1982, ŠKUC)
- Kri (1986, FV založba)
- Otroci socializma (1998, Dallas)

1. ↑  Andrej Štritof(bas kitara)